# Protocolo de Ushuaia
O Protocolo de Ushuaia sobre Compromisso Democrático no MERCOSUL, Bolívia e Chile, ou simplesmente Protocolo de Ushuaia, é um acordo internacional integrante do Tratado de Assunção e assinado em 24 de julho de 1998 na cidade argentina de Ushuaia pelos quatro Estados-partes do Mercosul (Argentina, Brasil, Uruguai e Paraguai) mais dois Estados associados (Bolívia e Chile) reafirmando o compromisso democrático entre os Estados signatários.
A adesão às cláusulas democráticas é requisito para países receberem a condição de Estado associado do Mercosul, portanto, precisam subscrever tanto o Protocolo de Ushuaia e quanto a Declaração Presidencial sobre Compromisso Democrático.

## História
No Brasil, o protocolo foi aprovado através do decreto legislativo de número 452, de 14 de novembro de 2001 e promulgado através de decreto número 4.210, de 24 de abril de 2002.
Com base no Protocolo de Ushuaia, o Paraguai foi suspenso em 2012 em função da destituição de Fernando Lugo, presidente do país, ter ocorrido com falhas na vigência democrática na avaliação dos demais Estados-Partes e os direitos e obrigações do Paraguai foram suspensos, com exceção do uso de recursos do Fundo para a Convergência Estrutural do Mercosul (FOCEM). A volta foi condicionada à realização de novas eleições presidenciais, que ocorreram em 2013, quando também teve sua condição de Estado-Parte restaurada.
Também com base no Protocolo de Ushuaia, a Venezuela foi suspensa em agosto de 2017 pelos demais Estados-Partes por observarem a ruptura na democracia do país diante da crise pelo qual atravessa. Assim, o retorno foi condicionado à realização de eleições com retomada de calendário eleitoral, dos poderes da Assembleia Nacional, anulação da Assembleia Nacional Constituinte e libertação de presos políticos.
O impedimento do mandato de Dilma Rousseff em 2017 levantou discussões sobre a possibilidade de o Brasil ser suspenso por golpe à democracia brasileira. Entretanto a suspensão aventada não ocorreu, embora a presidenta tenha sido destituída. Já em 2019, houve a crise política na Bolívia e renúncia forçada de Evo Morales, então presidente. Ainda que fosse à época um Estado associado do Mercosul, a Bolívia é signatária do Protocolo desde o início e o mecanismo de suspensão por ruptura democrática tampouco foi acionado. A Intentona Bolsonarista no Brasil em janeiro de 2023 não teve êxito, tampouco houve comunicado do Mercosul sobre isso, mas declaração presidencial ao fim do ano sobre democracia e ambientes digitais. Por outro lado, a tentativa de golpe de Estado na Bolívia em 2024 e atos de violência no Equador motivaram comunicados de respaldo à institucionalidade democrática em ambos os países, protegida pelo Protocolo.